# داوودلو (آق‌داش)
داوودلو (به لاتین: Davudlu) یک منطقه مسکونی در جمهوری آذربایجان است که در شهرستان آق‌داش واقع شده است.